# ウォーター・パニック in L.A.
『ウォーター・パニック in L.A.』（原題：WATERBORNE）は、アメリカ合衆国の映画作品。

## キャスト
| 役名       | 俳優                         | 日本語吹替 |
| ---------- | ---------------------------- | ---------- |
| ザック     | クリストファー・マスターソン | 内田夕夜   |
| ボディ     | ジェイク・マックスワーシー   | 檀臣幸     |
| リッター   | ジョン・グライス             |            |
| サイモン   | クリストファー・ベリー       | 廣田行生   |
| ヴィクター | アジェイ・ナイデュ           | 竹田雅則   |
| リリアン   | マゲイナ・トーヴァ           | 樋浦茜子   |
| バッティ   | シャバナ・アズミ             | 望木祐子   |
| ジャスミン | リンゼイ・プライス           | 幸田夏穂   |

- その他の声の吹き替え：赤城進／武藤正史／米村千冬／星野貴紀／黒澤剛史／瀬尾恵子／丸山壮史／石下鹿乃子